# Resafa

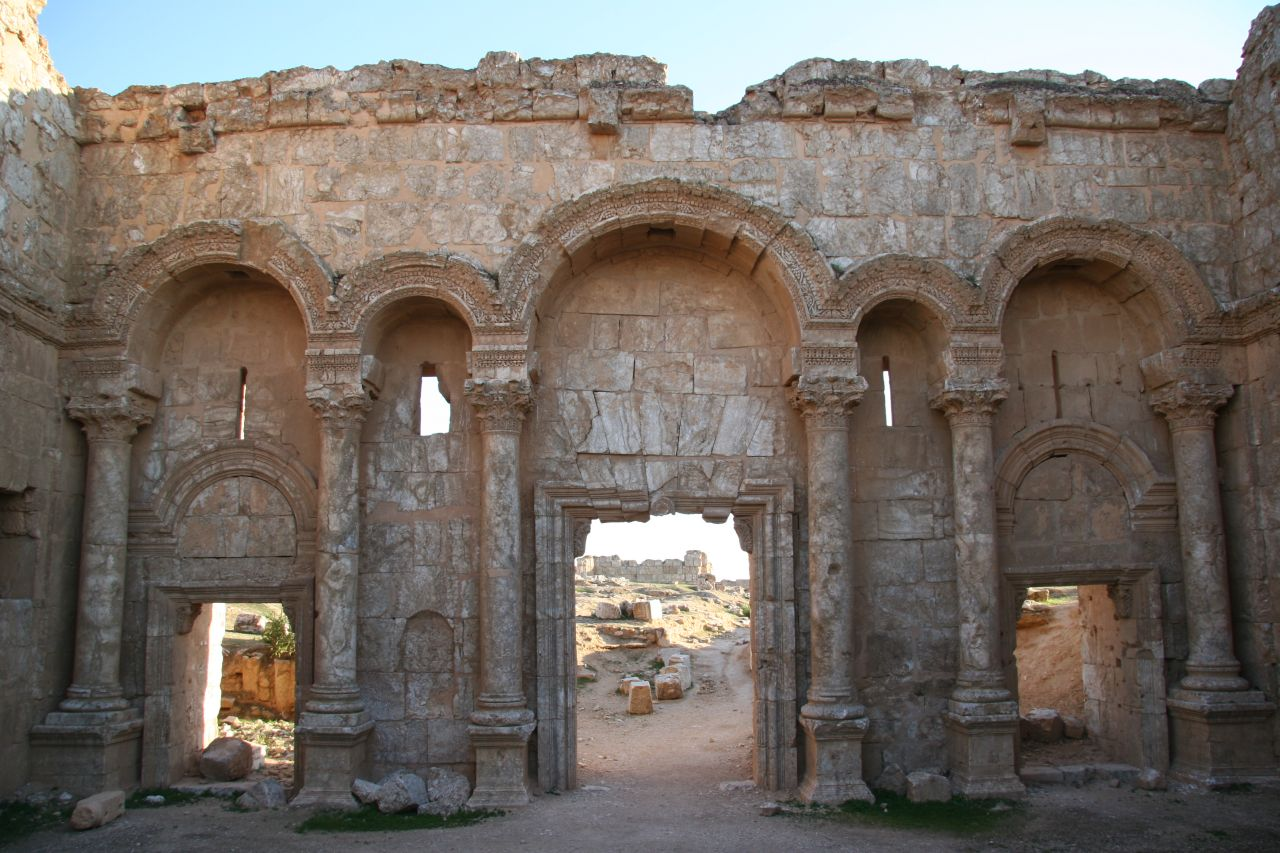
Nordtor der Umfassungsmauer von außen. Das am aufwendigsten gestaltete, repräsentative Stadttor hat einen größeren mittleren Durchgang. Vor die drei Eingänge wurde eine Arkade gestellt, die durch korinthische Säulen getragen wird. Seitliche Türme bilden einen Vorhof

Resafa (arabisch الرصافة, DMG ar-Ruṣāfa) ist eine Ruinenstadt in der Wüste im Norden Syriens, die in der Spätantike den Namen Sergiopolis trug. Aus dieser Zeit stammen die erhaltenen Gebäude und die Stadtmauer. Resafa war seit dem 4. Jahrhundert ein bedeutendes christliches Pilgerziel und im 6. Jahrhundert ein militärischer Posten der östlichen syrischen Provinzen.

## Lage
Koordinaten: 35° 37′ 44″ N, 38° 45′ 29″ O
Resafa liegt südlich des Euphrats, 25 Kilometer vom Abzweig der Euphrat-Fernstraße in al-Mansura entfernt am Nordrand der syrischen Wüste. Die von diesem Dorf nächstgelegene Stadt ist 30 Kilometer östlich Ar-Raqqa. In römischer Zeit lag der Ort auf der Ende des 3. Jahrhunderts n. Chr. errichteten Strata Diocletiana, einer Militär- und Karawanenstraße, die den Limes Arabicus bildete. Dieser war die östliche Grenze der römischen Provinz Syria und diente der Abwehr von Angriffen der Parther und später der Sassaniden. Die Straße verband die Festung Sura am Euphrat über Resafa und Palmyra mit Damaskus und führte über Bostra weiter bis Philadelphia (Amman).

## Geschichte
Im 9. Jahrhundert v. Chr. war ein Resafa ein assyrischer Verwaltungsort. Der assyrische Name lautete Raşappa. In der Bibel wird ein Rezeph (II Könige 19,12; Jesaja 37,12) erwähnt. Der Ortsname kommt aber häufig vor und ein Zusammenhang mit dem hier beschriebenen Ort ist nicht belegt. Die frühesten archäologischen Funde im nordsyrischen Resafa stammen aus frühflavischer Zeit. Wahrscheinlich wurde der Ort um das Jahr 70 n. Chr. als römischer Wachposten gegründet. Zum ersten Mal erwähnt ist er rund 100 Jahre später von Claudius Ptolemäus.
Wesentlich für die weitere Entwicklung der Stadt war das Martyrium des später heiliggesprochenen römischen Soldaten Sergios um das Jahr 312 n. Chr. vor den Toren des Kastells. Seit Anfang des 5. Jahrhunderts war Resafa Bischofssitz. Am Ende dieses Jahrhunderts war das Grab des Sergios ein bedeutendes Wallfahrtsziel geworden. Dieser Pilgerverkehr wurde von Kaiser Anastasios I. genutzt, um das Kastell zu einer Stadt auszubauen, denn in den Auseinandersetzungen zwischen Rom und Persien lag Resafa oft auf dem Weg der sich bekämpfenden Truppen. Die neu gegründete Stadt verlieh der Grenze zusätzliche Stabilität und erhielt den Namen Sergiupolis. Innerhalb kurzer Zeit wurden eine gewaltige Stadtmauer und mehrere Kirchen errichtet. Procopius, der Hofschriftsteller Justinians, schildert den Bau der Umfassungsmauer, von Häusern, Wandelhallen und die Anlage von Wasserspeichern. Er erwähnt nicht, dass sein Kaiser auch Sakralbauten finanzierte. Das lässt den Schluss zu, dass der Klerus durch Einkünfte der Wallfahrer reich genug war, um die Basiliken mit eigenem Geld zu finanzieren.
Im 8. Jahrhundert war Resafa Residenz des umayyadischen Kalifen Hischām ibn ʿAbd al-Malik (regierte 724–743), der sich vor den Toren der Stadt mehrere Paläste errichten ließ. Die Große Moschee von Rusafat Hisham, wie die Stadt nun in den Quellen genannt wird, baute der Kalif an die Pilgerkirche, sodass der Schrein mit den Reliquien von Christen und Muslimen gleichzeitig verehrt werden konnte: ein Zeichen für die Koexistenz beider Religionen.
1269 flohen die Bewohner vor den Mongolen nach Salamiyya, Ende des 13. Jahrhunderts wurde Resafa letztmals erwähnt. Der Euphrat bildete nach dem Mongolensturm die Grenze zwischen dem Reich der Ilchane im Osten und dem Reich der Mamluken im Westen. Der Euphrat-übergreifende Handel, die Lebensgrundlage Resafas, war unterbrochen. Seither gab es in Rusafa bis in die Gegenwart keine größeren Siedlungen mehr.

## Forschungsgeschichte
Die erste Beschreibung der großen Basilika (Basilika A) stammt von dem englischen Geistlichen William Halifax, der 1691 in den Ruinen eine Kirche erkannte. 1896 veröffentlichte X. A. Siderides eine in der Kirche gefundene bilinguale Inschrift. Friedrich Sarre und Ernst Herzfeld begannen 1907 mit der zeichnerischen und fotografischen Dokumentation. Ihr erster Bericht erschien 1909. Die Gesamtergebnisse der bisherigen Forschungen wurden 1920 von Samuel Guyer publiziert. Unabhängig davon führte Harry Spanner 1918 Vermessungen durch, die er 1926 zusammen mit Samuel Guyer als zusammenfassende Monographie publizierte.
Anfang der 1950er Jahre führte Georges Tchalenko erste planmäßige Grabungen durch, bei denen er das Bema im Mittelschiff der großen Basilika freilegte und unabgedeckt anschließend der Witterung überließ. Ab 1952 gruben, vom Deutschen Archäologischen Institut finanziert, Johannes Kollwitz und Katharina Otto-Dorn. Kollwitz hatte bis zu seinem Tod 1968 die Leitung über sieben Grabungskampagnen, deren Schwerpunkte neben der Basilika B und dem Zentralbau auch die Bereiche aus islamischer Zeit außerhalb der Stadtmauer mit dem Palast des Hisam waren. An der Basilika A wurde nicht gegraben, da ihre hochanstehenden Wände zu dieser Zeit einsturzgefährdet waren. Dies wurde 1968 bis 1976 von syrischen Archäologen nachgeholt, die am Nordtor der Stadt und an der Basilika Restaurierungen durchführten. Sie trugen teilweise die hohen Mauern ab und stellten mit dem Material andere Wandteile wieder her. Mit schwerem Gerät wurde das verschüttete Innere der Basilika freigeräumt. Thilo Ulbert beklagte später die dabei an den Wänden und Bodenplatten entstandenen Schäden. Er begann seine Arbeit im unmittelbaren Anschluss nach dem Abzug der Syrer 1976 und führte bis 1994 an der Basilika Grabungen durch. In den folgenden Jahren untersuchte unter anderem Dorothée Sack die Große Moschee. 2004/05 befestigte das Grabungsteam Teile der Mauerkronen.

## Stadtbild

### Stadtmauer

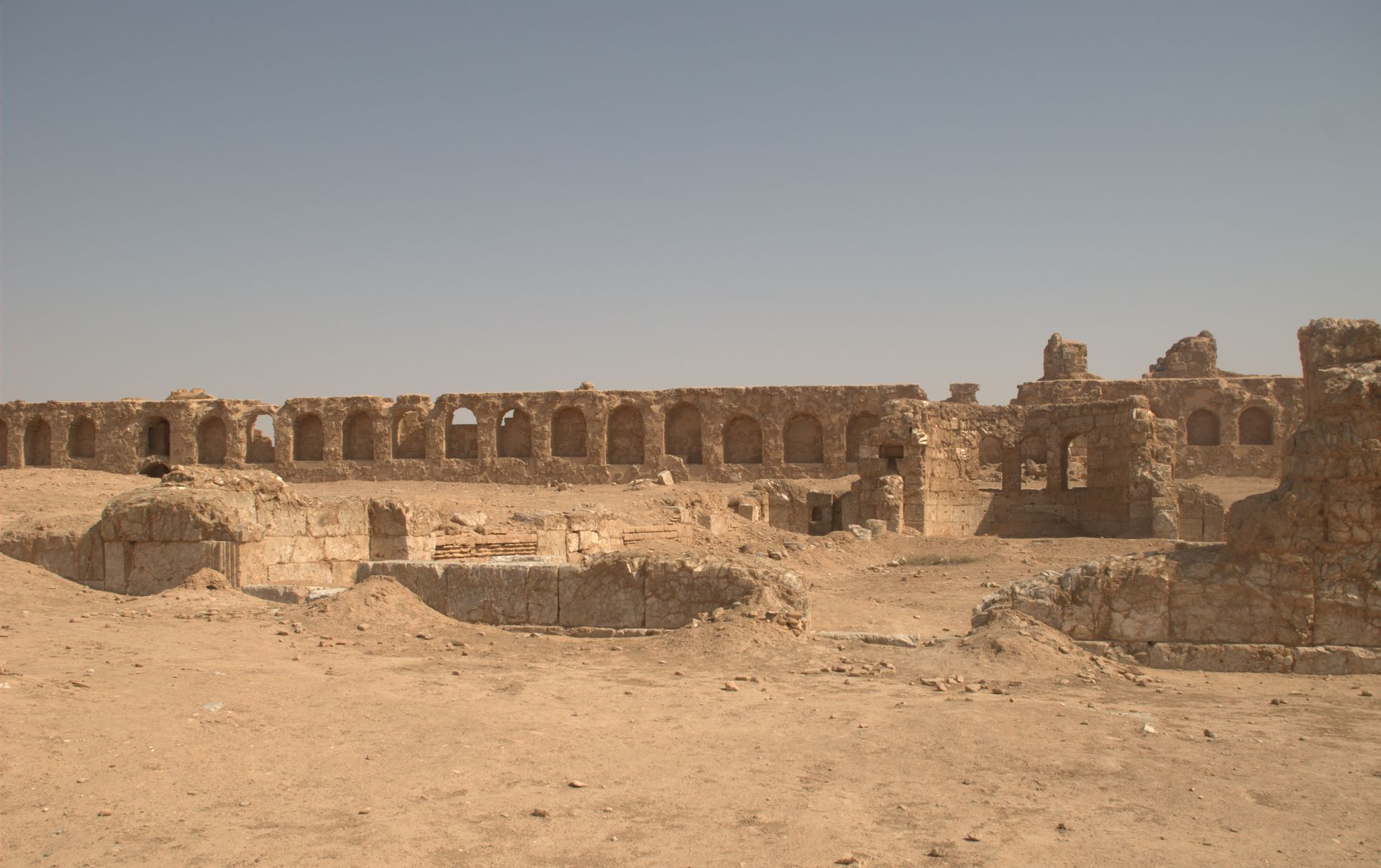
Basilika C. Wie bei allen Kirchen liegt die Apsis des Altarraumes im Osten. Die Grundmauer des Eingangsportals ist links erkennbar. Die Stadtmauer ist in diesem Bereich bis in die Höhe des von Rundbögen gebildeten unteren Wehrganges erhalten

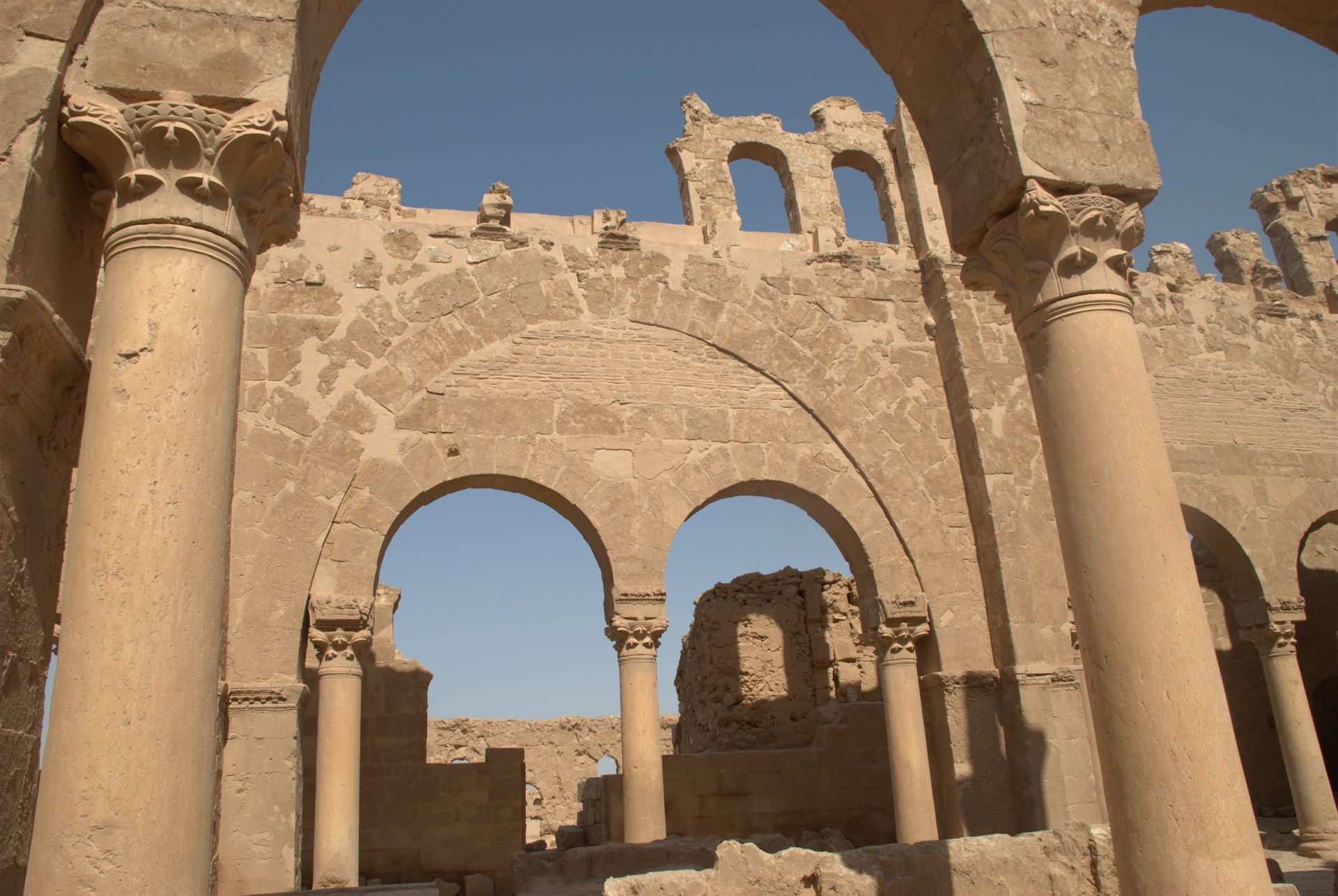
Basilika A. An den Rundbögen der beiden Mittelschiffswände lassen sich zwei Bauphasen erkennen: Die Weitarkadenbögen zwischen den massiven Pfeilern mussten später durch säulengestützte Doppelarkaden untergliedert werden

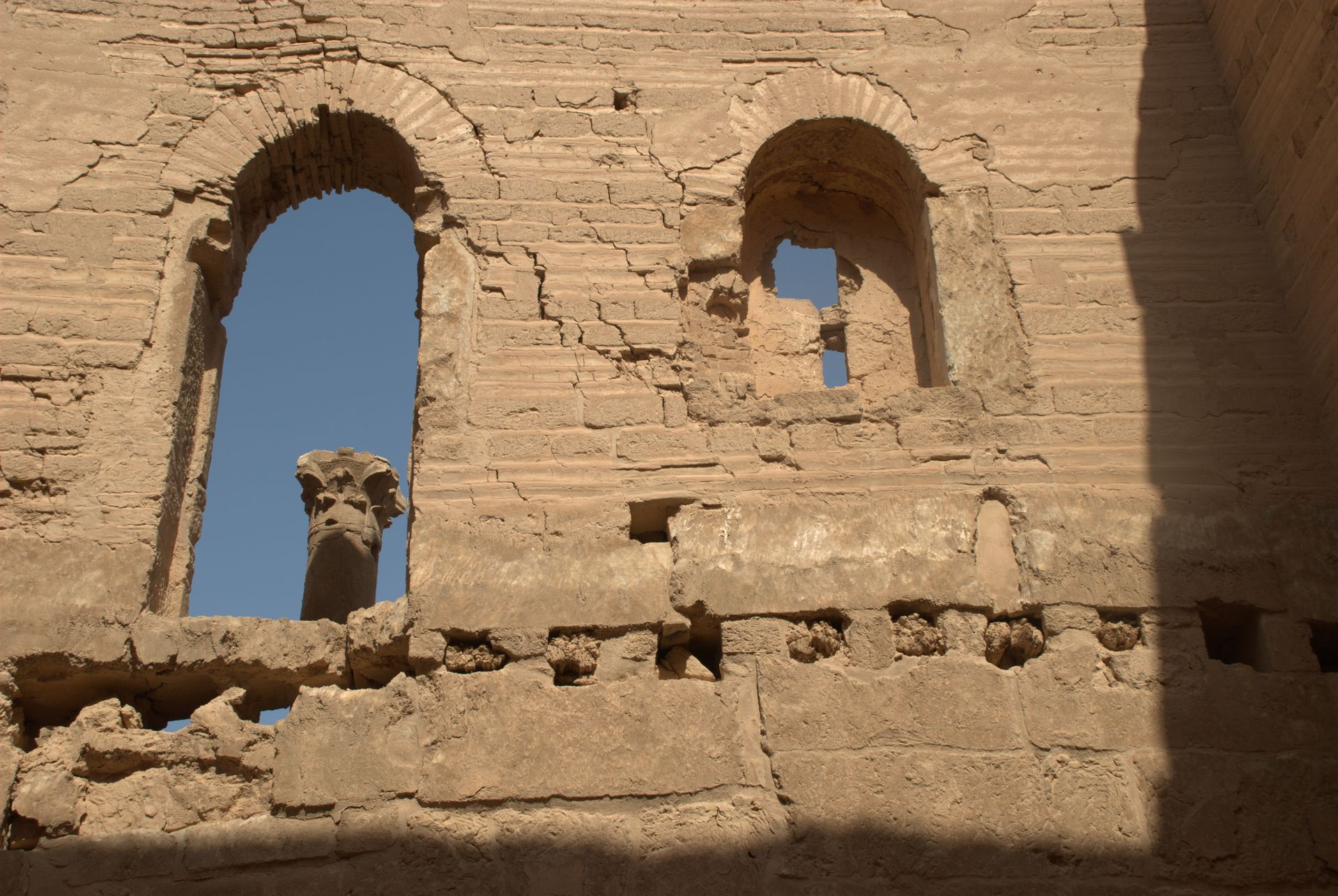
Basilika A. Eine Mittelwand im östlichen Chorraum. Reste von Holzbalken, die den Boden des Obergeschosses bildeten. Als Bodenbelag werden aufliegende Steinplatten angenommen. Nur im oberen Bereich dieser Wand wurden Ziegel verwendet

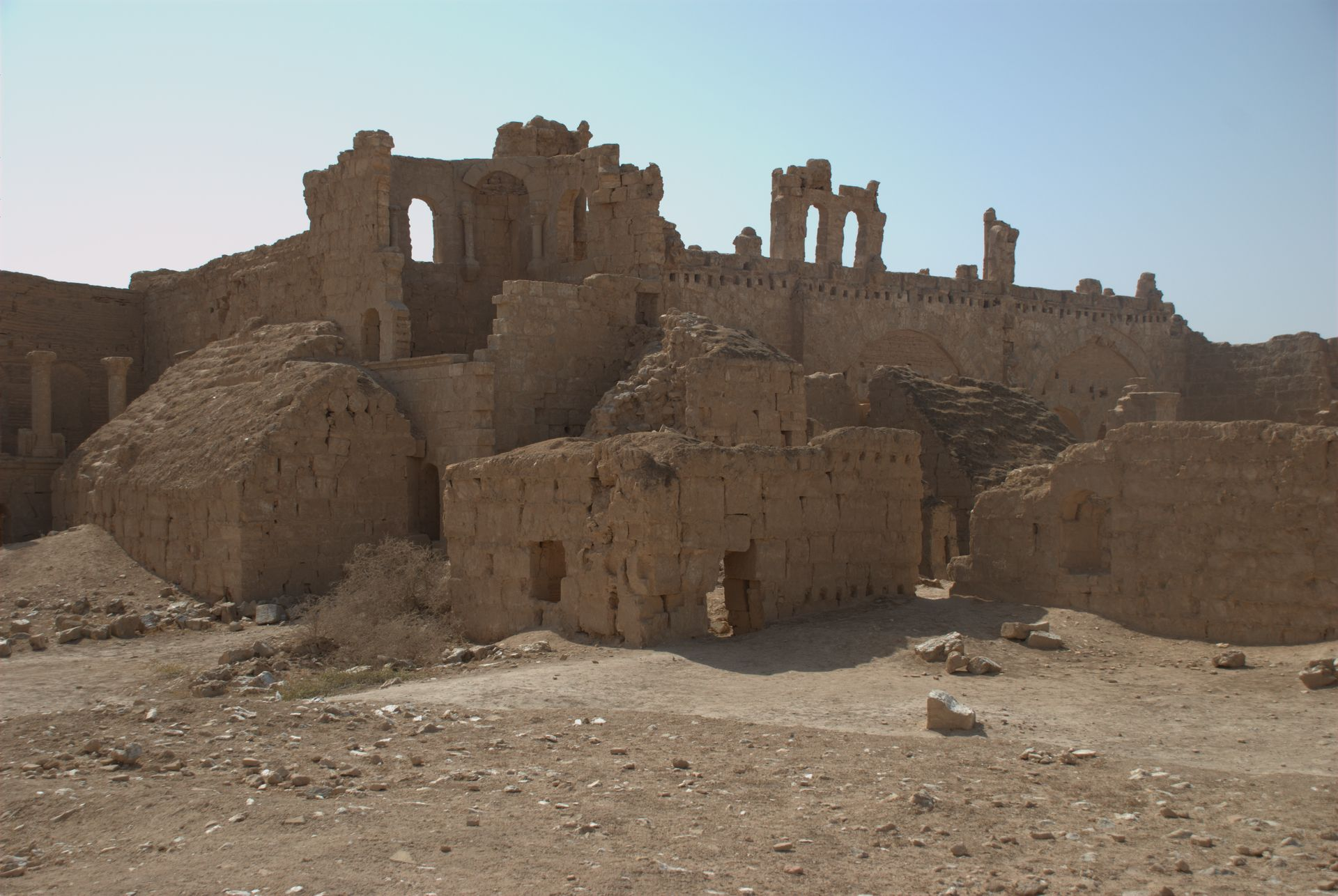
Basilika A von Nordosten mit den Resten der im 8. Jahrhundert angebauten Moschee. In einer späteren Bauphase konnten die mit 60 cm zu gering dimensionierten, einsturzgefährdeten Außenmauern der Kirche nur noch durch massive schräge Steinhaufen gestützt werden

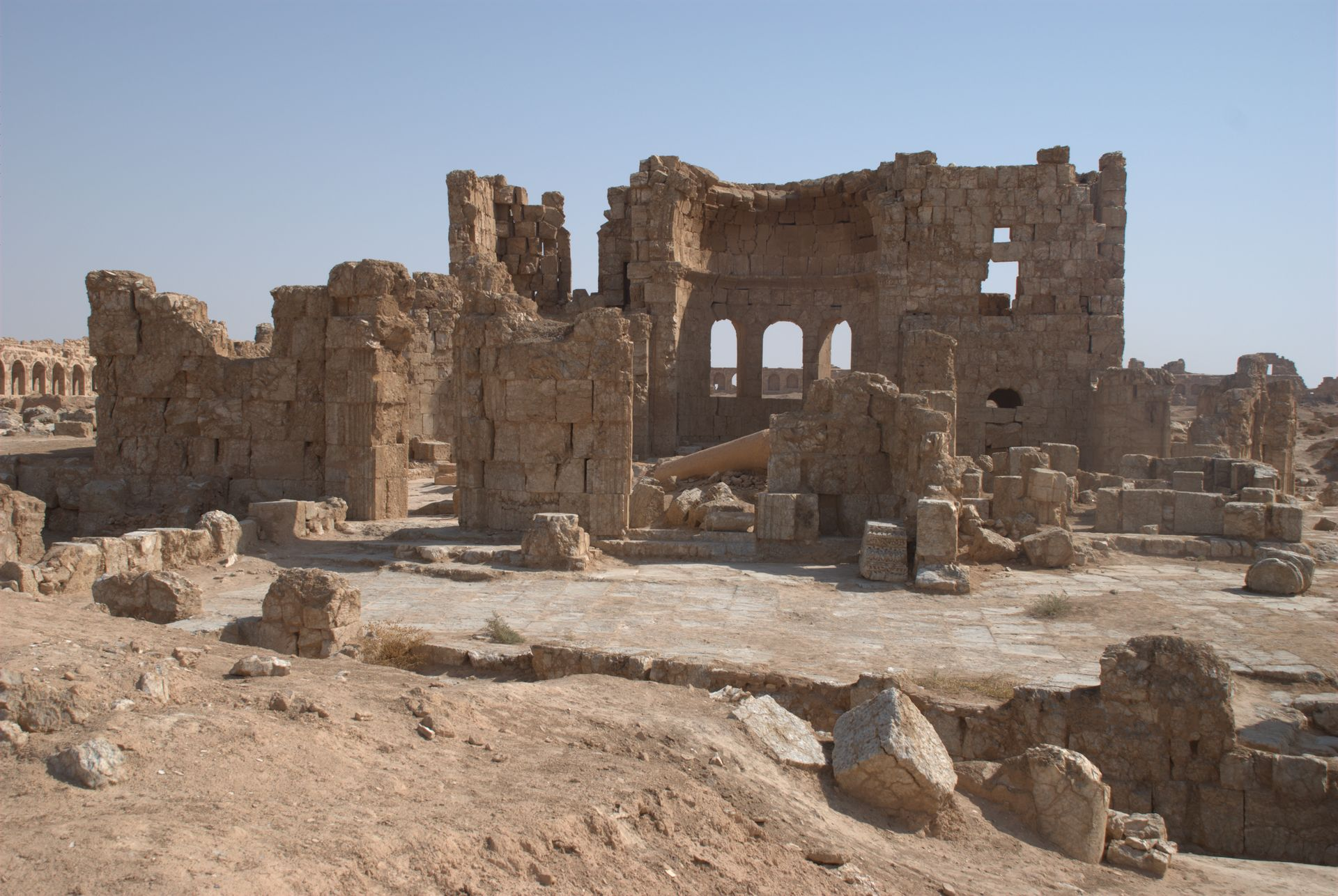
Zentralbau. Blick auf die Apsis des einst abgeteilten Chores im Osten

In der flachen Steppenwüste ist die bis zu 15 Meter hohe und insgesamt über 1800 Meter lange Umfassungsmauer von weitem zu erkennen. Resafa war als Teil des Limes Arabicus in den Verlauf befestigter Straßen eingebunden, welche die Ostgrenze des Römischen Reiches gegen die Parther absichern sollten. Aus diesen militärischen Überlegungen legten die Römer die erste Umfassungsmauer für ein bescheidenes Kastell an, in dem ein Kamelreiterheer Dienst tat, das aus Beduinen der Umgebung bestand. Die Aufgabe von Resafa war, im Bereich zwischen Euphrat (Station Sura) und Palmyra die Karawanenstraße zu kontrollieren. Die heute noch sichtbaren Mauern und unterschiedlich großen Bastionen stammen aus der Zeit Kaiser Justinians, sie wurden im frühen 6. Jahrhundert zum Schutz gegen die Sassaniden neu errichtet und bis zur arabischen Besetzung 636 ergänzt. Die 3 Meter dicke Umfassungsmauer bildet seither ein unregelmäßiges Rechteck von 536 Meter im Norden, 350 Meter im Osten, 411 Meter an der West- und 549 Meter an der Südseite. An jeder Seite liegt ein monumentales Tor mit seitlichen Ecktürmen. Es sind 50 Bastionen in unterschiedlicher Form teilweise erhalten. Von der Mauerinnenseite waren zwei Wehrgänge über breite Freitreppen zugänglich, der untere Wehrgang lag knapp 6 Meter über dem ursprünglichen Bodenniveau, der obere in 12 Metern Höhe. Die Brüstung des oberen Gangs ist fast überall verschwunden. Die byzantinische Stadtmauer unterscheidet sich von der in römischer Zeit üblichen Stadtanlage, da die Tore nicht in der Mitte liegen, die Abstände zwischen den Türmen ungleich sind und auch sonst keine Symmetrie eingehalten wurde. An allen Seiten war der Umfassungsmauer ein Erdwall vorgelagert.
Als Baumaterial verwendete man Quader aus hartem, aber sprödem Gipsstein, der in der Umgebung vorkommt. Kalkstein diente fast ausschließlich zum Bau der Gewölbe, die frühere Holzböden in den Türmen ersetzten. Ansonsten kamen Kalkstein und Ziegel bei einigen Reparaturen zum Einsatz. Die in waagrechten Lagen geschichteten Quader sind durchschnittlich 60 Zentimeter hoch.

### Kirchen
Durch die Pilgerströme nach dem Märtyrertod von Sergios vergrößerte sich die Bevölkerungszahl. Die großen öffentlichen Gebäude entstanden im 5. und 6. Jahrhundert. Dazu zählen als Kultbauten vier Kirchen: die Basilika A nahe dem Südtor in der Südostecke des 21 Hektar großen Mauergevierts, die Basilika B in der südlichen Mitte, der sogenannte Zentralbau, eine Bischofskirche um 520, und die kleinere Basilika C am Osttor.
Die vom Nordtor in die Stadtmitte führende Straße mit Läden und Wohngebäuden wurde teilweise freigelegt, sie führte am Zentralbau vorbei. Südlich von diesem liegt ein rechteckiger Ziegelbau, der als Han gedeutet wurde. Das frühbyzantinische Gebäude war somit ein Vorläufer der späteren islamischen Karawansereien, die als Warenlager, Handelsplatz und Herberge dienten.
Alle großen Gebäude innerhalb der Stadt wurden wie die Umfassungsmauer aus weißem oder grauem Gipsstein errichtet, bei einigen späteren Anbauten wurde ein etwas leichteres Sedimentgestein verwendet, das ebenfalls in der Umgebung vorkommt. Material für die Dachdeckung waren Ziegel, die in frühbyzantinischer Tradition auch gelegentlich mit großen Lagerfugen als obere Wandschichten verbaut wurden. An der großen Zisterne bilden Ziegel im Wechsel mit Sedimentsteinquadern das Gewölbe. Die Wände waren verputzt, innen waren sie, wie an Dübellöchern zu erkennen ist, teilweise mit Steinplatten verkleidet.

#### Basilika A
Die Basilika A wurde nach der Bauplastik und nach Münzfunden im Fußboden vermutlich im späten 5. Jahrhundert erbaut. Die von Thilo Ulbert entdeckte Inschrift mit der Jahreszahl 559 bezieht sich demnach nicht auf die Kirchenweihung, sondern auf eine spätere Renovierungsmaßnahme. Vorbild war die im nordsyrischen Kalksteinmassiv gelegene Weitarkadenbasilika von Qalb Loze (um 470 fertiggestellt), von der auch die große Basilika in Ruweiha beeinflusst wurde. Das Hauptgebäude maß 42 × 34 Meter ohne die zahlreichen Anbauten, die als Mönchsunterkünfte oder für liturgische Zwecke genutzt wurden. Teile der Mauern standen vor der Ausräumung des Kirchenschiffes durch die syrische Antikenbehörde in den 1970er Jahren noch bis zu einer Höhe von 15 Metern. Aus statischen Gründen mussten einige Meter abgetragen werden. Es ist, gemessen an der Spannweite der Arkaden, die größte erhaltene Weitarkadenbasilika Syriens, die Spannweite im Mittelschiff beträgt 10,7 Meter. Nur die vermutlich um die Mitte des 5. Jahrhunderts erbaute Basilika im Tempelhof von Baalbek hatte mit 12,6 Metern eine größere Bogenweite. Die Reste dieser Kirche wurden um 1900 ausgegraben und 1935 vollständig entfernt. Die Bodenoberfläche der Basilika A bestand nicht aus den heute sichtbaren Gipsquadern, sondern aus darüberliegenden farbigen Steinplatten. Das Gebäude hatte neun gleich große Eingänge an der Nord-, West- und Südseite, vermutlich alle mit einem Vorbau.
In der Mitte des Kirchenraums befand sich das größte bekannte Bema des Landes. Auf dieser, für viele frühbyzantinische Kirchen in Syrien charakteristischen erhöhten Plattform nahm der Klerus während des Wortgottesdienstes Platz. Das Bema der Basilika A füllte fast die gesamte Breite des Mittelschiffs aus und bot Platz für den Bischof, 24 Geistliche, sowie einen hölzernen Altar zum Ablegen des Evangeliars.
Nördlich angrenzend an die Basilika A lag ein geschlossener rechteckiger Hof (Peristyl), der bei den Zeremonien am Todestag Sergios (6. Oktober) von den europäischen und christlich-arabischen Pilgern aufgesucht wurde. Die außen angebrachten Stützmauern am südlichen Kirchenschiff wurden vermutlich zur Stabilisierung nach einem Erdbeben im 11. Jahrhundert erforderlich. Mitte des 8. Jahrhunderts ließ Kalif Hischam im Nordhof der Basilika eine Moschee einbauen, die bis ins 13. Jahrhundert genutzt wurde. In einem Nebenraum des Peristyl wurde ein Teil des Kirchenschatzes entdeckt, der von den Kreuzfahrern Mitte des 13. Jahrhunderts vor den Mongoleneinfällen (1247 und 1259/1260) versteckt worden war.

#### Basilika B
Die Basilika B wurde laut einer Bauinschrift im Jahr 518 begonnen, also im letzten Regierungsjahr von Kaiser Anastasios I. (reg. 491–518). Hier wurden laut derselben Inschrift die Reliquien des Heiligen Sergios verehrt, bevor man sie in die Basilika A umbettete. Die Kirche wurde bisher nur teilweise ausgegraben. Erhalten ist nur im Osten ein Teil des südlichen Langhauses, der als 18,5 Meter hoher Turm aufragt. Die dreischiffige Säulenbasilika war 53 Meter lang und 25,7 Meter breit einschließlich der Seitenschiffe mit jeweils 5 Meter. Die Wandstärke betrug 95 Zentimeter. Im Osten befanden sich an den Seiten des Altarraumes zwei aufwendig ausgestattete Apsiden-Nebenräume.

#### Zentralbau
Der Zentralbau aus dem Anfang des 6. Jahrhunderts war eine Vierkonchenanlage (Tetrakonchos), dessen Konchen halbrund in den Mitten der Längswände und an den Stirnseiten aus einem rechteckigen inneren Kirchenraum ragten. Abgesehen von der massiv gemauerten Altarapsis im Osten waren die drei anderen Konchen offen als Exedren mit vier Säulen ausgebildet. Den zentralen Baukörper umgab ein äußerer Umgang, der an drei Seitenmitten polygonal erweitert war. Im Osten endete der Umgang an rechteckigen Nebenräumen zu beiden Seiten der Altarapsis. Die Nebenräume besaßen halbrunde Apsiden und waren durch Türen mit dem Umgang und mit dem Altarraum verbunden. Die mutmaßliche Kathedrale weicht vom Bauprinzip des Zentralbaus ab, da das Kirchenschiff als Langhaus konstruiert und über einer oberen Fensterzone mit einem offenen Dachstuhl (Satteldach) geschlossen war.
Teile der Außenmauern sind bis in die Höhe der Türstürze erhalten, die Ostseite steht bis zum zweiten Obergeschoss aufrecht. Die Grundmaße betrugen 42,2 × 34 Meter. Das Mittelschiff war 22 Meter lang und 10,5 Meter breit mit vier winkelförmigen Pfeilern im Zentrum der Gesamtanlage. Das Gebäude wurde zu einer Zeit gebaut und blieb bis zu seiner allmählichen Zerstörung, die im 9. Jahrhundert begann, nahezu unverändert. Teile der Kirche könnten noch bis ins 13. Jahrhundert für Gottesdienste genutzt worden sein.
Andere Zentralbauten mit Tetrakonchos in Syrien, die vermutlich alle als Kathedrale dienten, standen in Seleukeia Pieria und Apameia am Orontes, beide aus der zweiten Hälfte des 5. Jahrhunderts. Die Kirche der Heiligen Sergius, Leontius und Bacchus in Bosra, ein ebenfalls zentraler Tetrakonchos, der von einer rechteckigen Außenmauer umgeben war, stammt aus dem Jahr 512. Sie werden als mögliche Vorläufer einer Reihe armenischer Tetrakonchen mit Umgang diskutiert, die von der Kathedrale von Swartnoz bis zur Rundkirche von Bana führte.

#### Basilika C
Die Basilika C besaß, nach einigen ausgegrabenen Fragmenten zu urteilen, eine mit farbigen Mosaiken verkleidete Apsis. Nach der Zerstörung durch ein Erdbeben diente die Ruine bis ins Mittelalter als Wohnraum. Im Nordwesten gab es eine weitere Basilika (Basilika D), von der Teile des Portals und der Apsis erhalten sind. Sie wurde um 2000 vom Deutschen Archäologischen Institut freigelegt.

### Profanbauten
Im Südwesten befanden sich die Zisternenanlagen. Sie dienten der Trinkwasserversorgung für geschätzte 6000 Einwohner in einer Region ohne Quellen oder fließenden Gewässern und bei einem durchschnittlichen Jahresniederschlag von nur 150 Milliliter. Es gab vier große unterirdische Zisternen mit Ziegelgewölbe. Die größte Zisterne konnte bei einer Länge von 50 Metern und einer Scheitelhöhe von 15 Metern 15.000 bis 16.000 Kubikmeter Wasser speichern. Sie wurde zur Zeit Justinians gebaut und Anfang des 7. Jahrhunderts ausgebessert. Die beiden anderen Zisternen werden in das 7. Jahrhundert datiert. Das Wasser wurde von einem Damm an einem Wadi im Westen der Stadt, der die im Winter und Frühjahr fallenden Niederschläge zurückhielt, über einen 4,7 Meter breiten Hauptkanal hergeleitet. Von diesem führten mehrere abgedeckte Zuleitungskanäle bis zu den Zisternen. Vor ihrem Bau konnte nur nicht zum Trinken geeignetes Grundwasser aus etwa 40 Meter tiefen Brunnen gehoben werden, das allein für die Bewässerung der Felder und zum Tränken des Viehs geeignet war. Trinkwasser sammelte man zuvor in privaten, flaschenförmigen Hauszisternen; waren diese leer, mussten Diener das Trinkwasser mit Eseln vom Euphrat herbeischaffen.

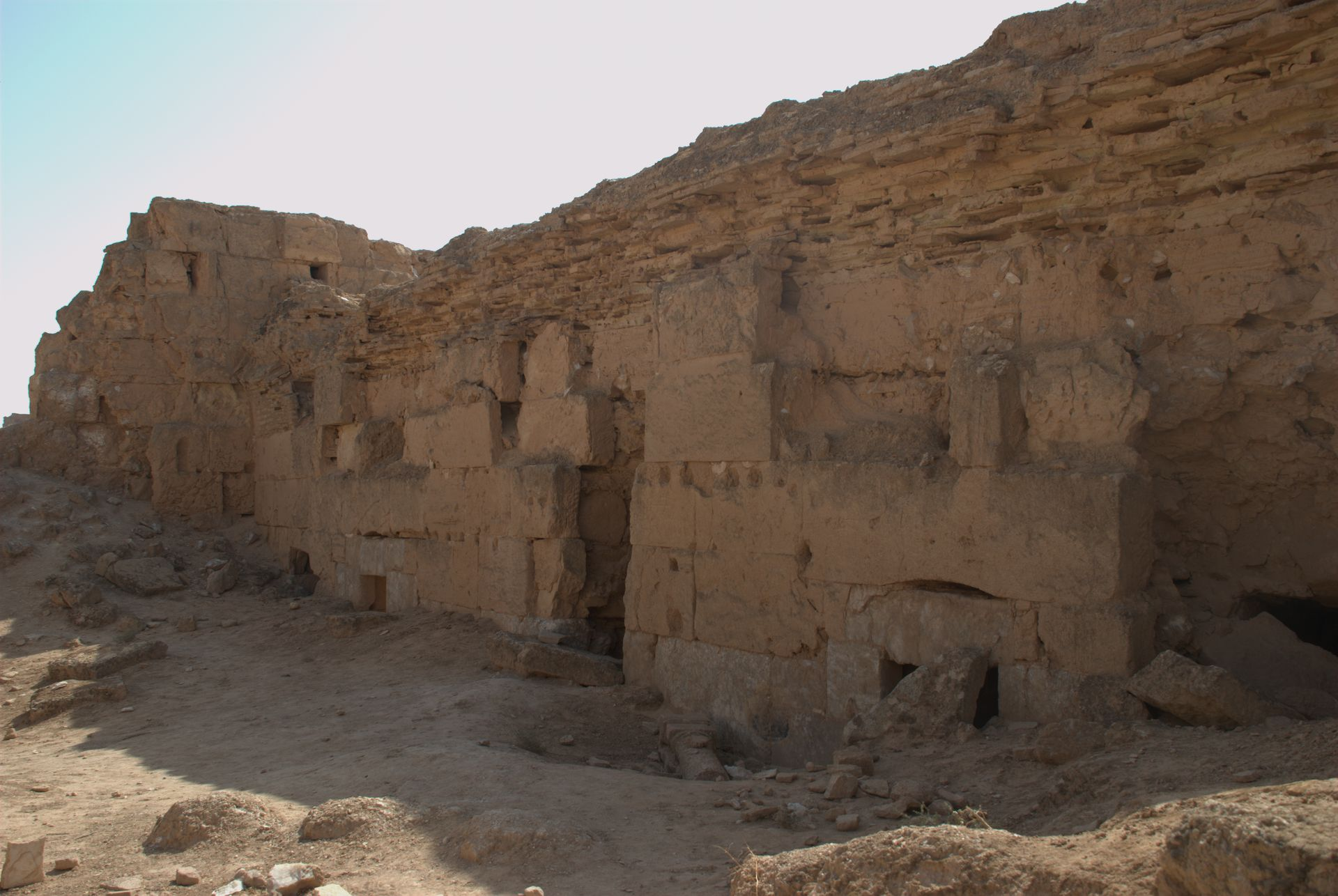
Innenhof des Chan. Die für Resafa seltene Verwendung von flachen Ziegeln ist im oberen Bereich der Wand zu sehen

Vom Nordtor führte eine 4,6 Meter breite Hauptstraße mit an jeder Seite 2 Meter breiten Gehwegen an Ladengeschäften und Wohnhäusern vorbei nach Süden. Sie war mit gestampftem Gips und Steinbrocken befestigt. Wo diese Straße auf eine Ost-West-Verbindung traf, befinden sich die Ruinen eines als Chan bezeichneten Gebäudes. Sechs Räume waren um einen Hof orientiert. Die Gewölbe waren aus Ziegeln gemauert. Es handelt sich wahrscheinlich um ein seltenes Beispiel einer vorislamischen Karawanserei.
Die Oberfläche im Stadtinneren ist heute eine Kraterlandschaft. Die meisten dieser Krater sind ehemalige Raubgrabungslöcher, die zwischen 1910 und 1920 entstanden sein müssen, da die Aufnahmen der frühesten Expeditionen (Sarre/Herzfeld; A. Musil) die Stadt noch ungestört zeigen.

### Bauten extra muros

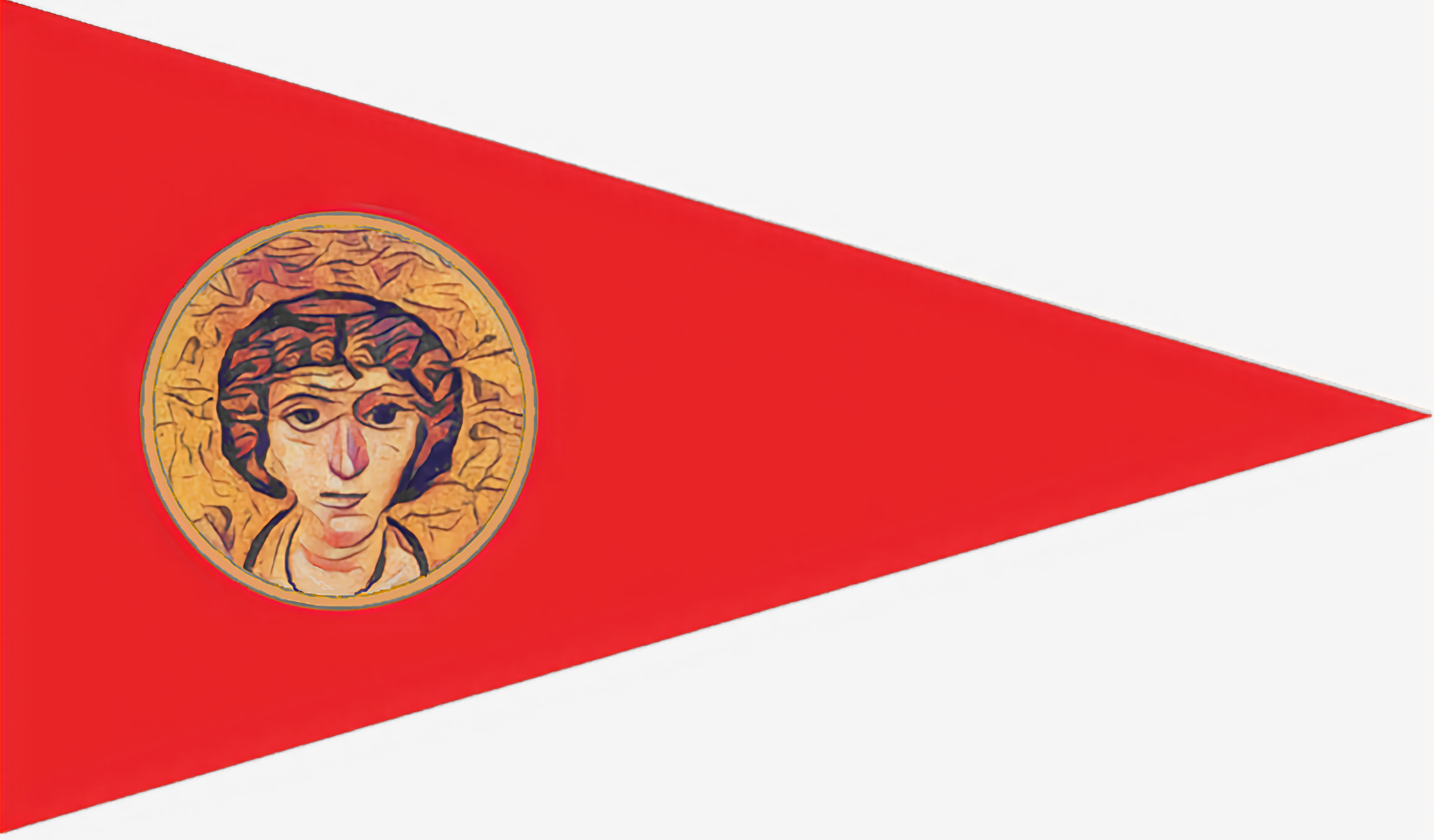
Kriegsbanner des arabisch-christlichen Königreichs der Ghassaniden mit dem Bild des Heiligen Sergius.

100 Meter außerhalb vor dem Nordtor stehen die gut erhaltenen Reste eines quadratischen Gebäudes, das um 570 bis 580 erbaut wurde und möglicherweise als Kirche und Versammlungsraum der christlich-arabischen Ghassaniden gedient hatte (sogenannter „Al-Mundir-Bau“). Der Bau wurde in den 1990er Jahren von Thilo Ulbert und Michaela Konrad archäologisch untersucht.
Weitere 100 Meter nördlich davon befindet sich ein turmartiger kleiner Bau mit Gurtbögen an den Innenwänden. Im Westen wurde eine spätantike Badeanlage aus dem 6. Jahrhundert untersucht.
Das sich außerhalb der Stadtmauern (extra muros) vor allem nach Süden ausdehnende große Siedlungsgebiet wurde kartografiert, aber nur punktuell freigelegt. Hier wurden die geringen Reste eines 77 × 72 Meter großen Bauwerktyps gefunden, der wegen seiner massiven Bauweise oder eines mächtigen Eingangsportals allgemein als „Scheinkastell“ bezeichnet wird, dessen luftgetrocknete Ziegel fast vollständig zerfallen sind. Das Bauwerk gehörte zusammen mit einigen Nebengebäuden und einer Gartenanlage zum Palastbereich Hishams. In diesem Garten wurden 1990 von Thilo Ulbert etwas erhöht gelegene Mauerreste freigelegt und von ihm als Pavillon gedeutet. Von der umayyadischen Residenz im Süden der Stadt ist ansonsten kaum etwas zu erkennen.